# Heterophilus scabricollis
Heterophilus scabricollis is een keversoort uit de familie Vesperidae. De wetenschappelijke naam van de soort werd in 1988 gepubliceerd door Pu.